# Premio Carl Sagan per la comprensione pubblica della scienza
Il premio Carl Sagan per la comprensione pubblica della scienza (in inglese Carl Sagan Award for Public Understanding of Science) è un premio offerto dal Council of Scientific Society Presidents degli Stati Uniti a chi ha contribuito di più a divulgare i metodi e le scoperte della scienza. Il premio fu dato per la prima volta nel 1993 all'astronomo Carl Sagan, dal quale prende il nome.

## Premiati
- 1993: Carl Sagan, Laboratory for Planetary Studies, Cornell University
- 1994: Edward Osborne Wilson, curatore, Museo di zoologia comparata, Università di Harvard
- 1995: National Geographic Society e National Geographic Magazine: Gilbert Hovey Grosvenor e William Allen
- 1996: PBS Nova e Paula Apsell
- 1997: Bill Nye, Bill Nye the Science Guy
- 1998: Alan Alda, John Angier, Graham Chedd, PBS Scientific American Frontiers
- 1999: Richard Harris; Ira Flatow, National Public Radio
- 2000: John Rennie, Scientific American
- 2001: John Noble Wilford, Science Times, The New York Times
- 2002: Philip Zimbardo, PBS Discovering Psychology
- 2003: Island Press
- 2004: Popular Science
- 2005: Nicolas Falacci e Cheryl Heuton, creatori di Numb3rs
- 2006: Court TV
- 2007: Ken Weiss, Usha McFarling, Los Angeles Times
- 2009: Thomas Lauren Friedman, The New York Times
- 2010: Sylvia Earle, National Geographic Society
- 2013: Bassam Shakhashiri, American Chemical Society
- 2017: Charles Bolden
- 2018: Steven Pinker
- 2019: William (Bill) Hammack[2]